# Franco e Filippolo de Veris

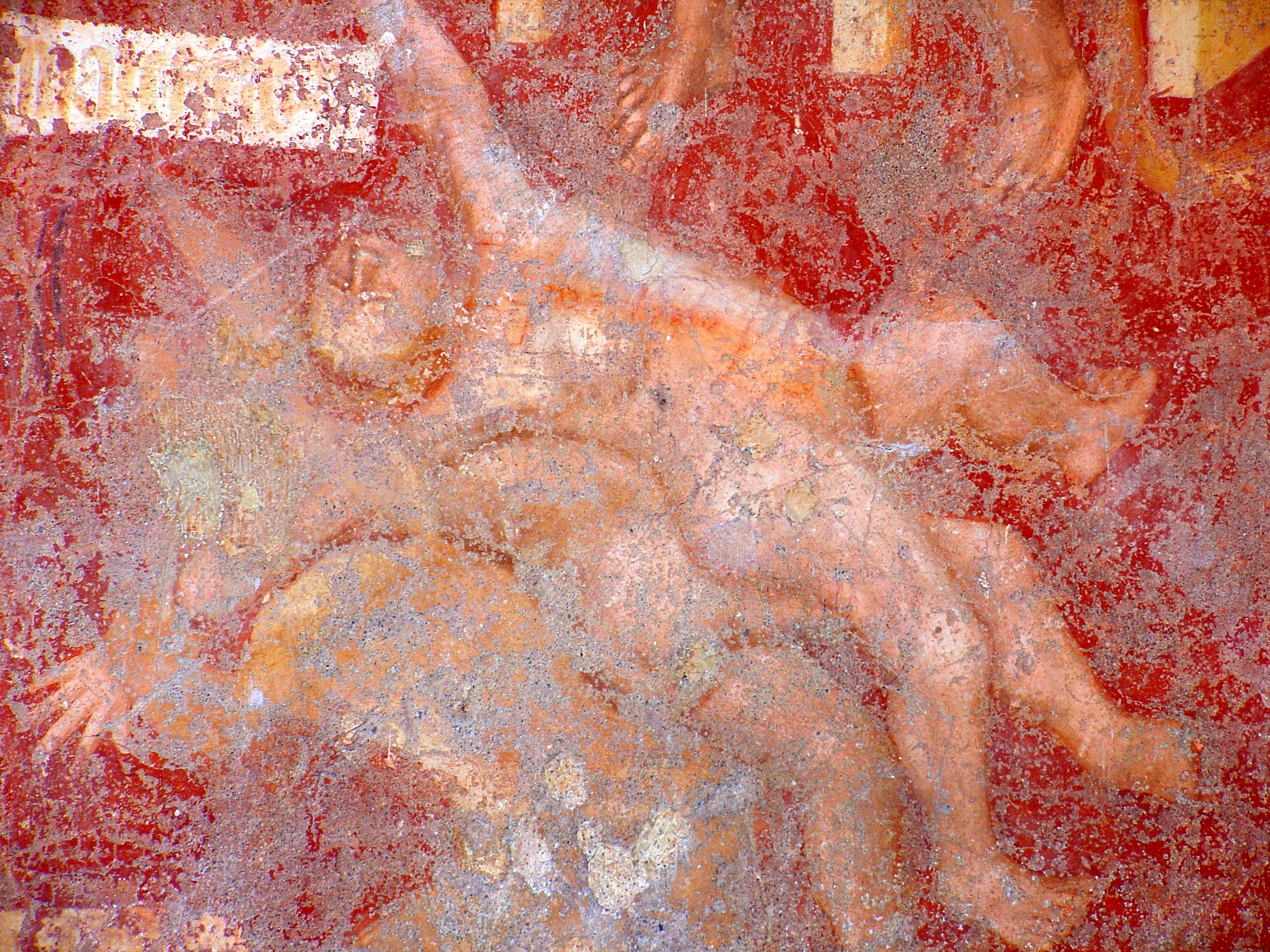
Il Giudizio Universale

Franco de Veris ou Lanfranco e Filippolo de Veris, respectivamente pai e filho são pintores e miniaturistas italianos que trabalhavam na Lombardia na época de João Galeácio Visconti, primeiro Duque de Milão, na época do pré-renascimento.
Em 1385, junto com Giovanni di Benedetto da Como, pintou afrescos de episódios do Antigo Testamento no transepto da Catedral de Cremona. Outra obra-prima, datada de 1400, é um ciclo de afrescos na Igreja de Santa Maria dei Ghirli , em Campione d'Italia, chamado Giudizio Universale com muitos detalhes típicos do estilo Gótico Internacional lombardo de Belbello da Pavia.
A ele também são atribuídas páginas de um Tacuinum sanitatis que hoje está na Biblioteca Nacional Austríaca.